# Dischidodactylus duidensis
Espèce
Synonymes
- Elosia duidensis Rivero, 1968

Statut de conservation UICN

 NT  : Quasi menacé
Dischidodactylus duidensis est une espèce d'amphibiens de la famille des Craugastoridae.

## Répartition
Cette espèce est endémique de l'État d'Amazonas au Venezuela. Elle se rencontre à environ 1 400 m d'altitude sur le Cerro Duida.

## Description
La femelle holotype mesure 28,2 mm et le mâle paratype 22,9 mm. Son dos est brun très foncé, presque noir. Ses membres postérieurs présentent des barres sombres. Son ventre est brun gris.

## Étymologie
Son nom d'espèce, composé de duid[a] et du suffixe latin -ensis, « qui vit dans, qui habite », lui a été donné en référence au lieu de sa découverte, le Cerro Duida.

## Publication originale
- Rivero, 1968 : A new species of Elosia (Amphibia. Salientia) from Mt. Duida, Venezuela. American Museum Novitates, no 2334, p. 1-9 (texte intégral).